# 6e étape du Tour d'Espagne 2023
Pour un article plus général, voir Tour d'Espagne 2023.
La 6e étape du Tour d'Espagne 2023 se déroule le jeudi 31 août 2023 entre La Vall d'Uixó en Communauté valencienne et l'observatoire astrophysique de Javalambre en Aragon sur une distance de 181,3 km.

## Parcours
Le départ de cette étape a lieu à La Vall d'Uixó, commune de la Communauté valencienne située à une dizaine de kilomètres de Mer Méditerranée et de la Costa del Azahar. Le parcours vallonné rentre à l'intérieur des terres et comporte deux cols de 3e catégorie dans la première moitié de l'étape. Les onze derniers kilomètres grimpent le Pico del Buitre vers l'observatoire astrophysique de Javalambre avec une arrivée au sommet (col de 1re catégorie, pente moyenne de 8 % avec des passages à 16 %, altitude de 1 950 m).

## Déroulement de la course
Après environ 40 kilomètres de course, un important groupe d'une quarantaine de coureurs se porte en tête et creuse rapidement un écart sur le peloton maillot rouge. Ce groupe de tête perd puis regagne des unités au fil de la course et des premières ascensions de la journée. À 70 kilomètres de l'arrivée, le groupe de tête compte encore 33 hommes et un avantage de six minutes sur le peloton. Parmi les fuyards, les coureurs les mieux placés au classement général sont le jeune Français Lenny Martinez (Groupama FDJ), l'Espagnol Marc Soler (UAE Emirates) et l'Américain Sepp Kuss (Jumbo-Visma). À 40 kilomètres de l'arrivée, ils sont de nouveau 40 en tête avec un écart sur le peloton qui s'est réduit à quatre minutes. Au pied de l'ascension finale (11 km du sommet), les hommes de tête possèdent encore une avance de trois minutes et quarante-cinq secondes sur le peloton. Dans le groupe de tête, le Colombien Einer Rubio (Movistar) attaque à 4 km de l'arrivée puis c'est au tour de Sepp Kuss de s'isoler en tête à 2 km du but et de franchir la ligne d'arrivée en vainqueur 26 secondes devant Lenny Martinez, le benjamin du peloton, qui s'empare du maillot rouge, suivi lui-même par Romain Bardet (DSM). Dans le groupe maillot rouge, Primož Roglič, arrivé 18e, Jonas Vingegaard et Juan Ayuso reprennent une trentaine de secondes à Remco Evenepoel et reviennent à quelques secondes du Belge au classement général. Les huit premières places du classement général sont occupées par des membres de l'échappée du jour.

## Résultats

### Classement de l'étape
| \| Classement de l'étape \| Classement de l'étape \| Classement de l'étape \| Classement de l'étape \| Classement de l'étape \| \| Coureur \| Coureur \| Pays \| Équipe \| Temps \| \| --------------------- \| --------------------- \| --------------------- \| ---------------------- \| --------------------- \| \| 1er \| Sepp Kuss \| États-Unis \| Jumbo-Visma \| 4 h 27 min 29 s \| \| 2e \| Lenny Martinez \| France \| Groupama-FDJ \| + 26 s \| \| 3e \| Romain Bardet \| France \| Team DSM-Firmenich \| + 31 s \| \| 4e \| Mikel Landa \| Espagne \| Bahrain Victorious \| + 46 s \| \| 5e \| Marc Soler \| Espagne \| UAE Team Emirates \| + 46 s \| \| 6e \| Wout Poels \| Pays-Bas \| Bahrain Victorious \| + 1 min 03 s \| \| 7e \| Einer Rubio \| Colombie \| Movistar Team \| + 1 min 05 s \| \| 8e \| Cristian Rodríguez \| Espagne \| Arkéa-Samsic \| + 1 min 12 s \| \| 9e \| Steff Cras \| Belgique \| TotalEnergies \| + 1 min 12 s \| \| 10e \| Jefferson Cepeda \| Équateur \| Caja Rural-Seguros RGA \| + 1 min 26 s \| |                    |            |                        |                 |
| |                    |            |                        |                 |
| Source : ProCyclingStats |                    |            |                        |                 |
| Classement de l'étape |                    |            |                        |                 |
| Coureur | Coureur            | Pays       | Équipe                 | Temps           |
| 1er | Sepp Kuss          | États-Unis | Jumbo-Visma            | 4 h 27 min 29 s |
| 2e | Lenny Martinez     | France     | Groupama-FDJ           | + 26 s          |
| 3e | Romain Bardet      | France     | Team DSM-Firmenich     | + 31 s          |
| 4e | Mikel Landa        | Espagne    | Bahrain Victorious     | + 46 s          |
| 5e | Marc Soler         | Espagne    | UAE Team Emirates      | + 46 s          |
| 6e | Wout Poels         | Pays-Bas   | Bahrain Victorious     | + 1 min 03 s    |
| 7e | Einer Rubio        | Colombie   | Movistar Team          | + 1 min 05 s    |
| 8e | Cristian Rodríguez | Espagne    | Arkéa-Samsic           | + 1 min 12 s    |
| 9e | Steff Cras         | Belgique   | TotalEnergies          | + 1 min 12 s    |
| 10e | Jefferson Cepeda   | Équateur   | Caja Rural-Seguros RGA | + 1 min 26 s    |

### Points attribués pour le classement par points
| Sprint intermédiaire Torrijas (km 161,6) | Sprint intermédiaire Torrijas (km 161,6) | Sprint intermédiaire Torrijas (km 161,6) | Sprint intermédiaire Torrijas (km 161,6) | Sprint intermédiaire Torrijas (km 161,6) |
| ---------------------------------------- | ---------------------------------------- | ---------------------------------------- | ---------------------------------------- | ---------------------------------------- |
|                                          | Coureur                                  | Pays                                     | Équipe                                   | Point(s)                                 |
| 1er                                      | Marc Soler                               | Espagne                                  | UAE Emirates                             | 20                                       |
| 2e                                       | Oier Lazkano                             | Espagne                                  | Movistar                                 | 17                                       |
| 3e                                       | Andreas Kron                             | Danemark                                 | Lotto Dstny                              | 15                                       |
| 4e                                       | Sepp Kuss                                | États-Unis                               | Jumbo-Visma                              | 13                                       |
| 5e                                       | Lenny Martinez                           | France                                   | Groupama-FDJ                             | 10                                       |
| modifier                                 |                                          |                                          |                                          |                                          |

| Arrivée d'étape Javalambre (km 183,1) | Arrivée d'étape Javalambre (km 183,1) | Arrivée d'étape Javalambre (km 183,1) | Arrivée d'étape Javalambre (km 183,1) | Arrivée d'étape Javalambre (km 183,1) |
| ------------------------------------- | ------------------------------------- | ------------------------------------- | ------------------------------------- | ------------------------------------- |
|                                       | Coureur                               | Pays                                  | Équipe                                | Point(s)                              |
| 1er                                   | Sepp Kuss                             | États-Unis                            | Jumbo-Visma                           | 20                                    |
| 2e                                    | Lenny Martinez                        | France                                | Groupama-FDJ                          | 17                                    |
| 3e                                    | Romain Bardet                         | France                                | DSM-Firmenich                         | 15                                    |
| 4e                                    | Mikel Landa                           | Espagne                               | Bahrain Victorious                    | 13                                    |
| 5e                                    | Marc Soler                            | Espagne                               | UAE Emirates                          | 11                                    |
| 6e                                    | Wout Poels                            | Pays-Bas                              | Bahrain Victorious                    | 10                                    |
| 7e                                    | Einer Rubio                           | Colombie                              | Movistar                              | 9                                     |
| 8e                                    | Cristian Rodríguez                    | Espagne                               | Arkéa-Samsic                          | 8                                     |
| 9e                                    | Steff Cras                            | Belgique                              | TotalEnergies                         | 7                                     |
| 10e                                   | Jefferson Cepeda                      | Équateur                              | Caja Rural-Seguros RGA                | 6                                     |
| 11e                                   | Santiago Buitrago                     | Colombie                              | Bahrain Victorious                    | 5                                     |
| 12e                                   | Lennert Van Eetvelt                   | Belgique                              | Lotto Dstny                           | 4                                     |
| 13e                                   | David de la Cruz                      | Espagne                               | Astana Qazaqstan                      | 3                                     |
| 14e                                   | Hugh Carthy                           | Grande-Bretagne                       | EF Education-EasyPost                 | 2                                     |
| 15e                                   | Jonathan Castroviejo                  | Espagne                               | Ineos Grenadiers                      | 1                                     |
| modifier                              |                                       |                                       |                                       |                                       |

### Points attribués pour le classement du meilleur grimpeur
| Puerto de Arenillas (km 48,8) 3e catégorie (5,8 km à 4,7%) | Puerto de Arenillas (km 48,8) 3e catégorie (5,8 km à 4,7%) | Puerto de Arenillas (km 48,8) 3e catégorie (5,8 km à 4,7%) | Puerto de Arenillas (km 48,8) 3e catégorie (5,8 km à 4,7%) | Puerto de Arenillas (km 48,8) 3e catégorie (5,8 km à 4,7%) |
| ---------------------------------------------------------- | ---------------------------------------------------------- | ---------------------------------------------------------- | ---------------------------------------------------------- | ---------------------------------------------------------- |
|                                                            | Coureur                                                    | Pays                                                       | Équipe                                                     | Point(s)                                                   |
| 1er                                                        | Jesús Herrada                                              | Espagne                                                    | Cofidis                                                    | 3                                                          |
| 2e                                                         | Oier Lazkano                                               | Espagne                                                    | Movistar                                                   | 2                                                          |
| 3e                                                         | Nicolas Prodhomme                                          | France                                                     | AG2R Citroën                                               | 1                                                          |
| modifier                                                   |                                                            |                                                            |                                                            |                                                            |

| Fuentes de Rubielos (km 83,1) 3e catégorie (6,1 km à 6,2%) | Fuentes de Rubielos (km 83,1) 3e catégorie (6,1 km à 6,2%) | Fuentes de Rubielos (km 83,1) 3e catégorie (6,1 km à 6,2%) | Fuentes de Rubielos (km 83,1) 3e catégorie (6,1 km à 6,2%) | Fuentes de Rubielos (km 83,1) 3e catégorie (6,1 km à 6,2%) |
| ---------------------------------------------------------- | ---------------------------------------------------------- | ---------------------------------------------------------- | ---------------------------------------------------------- | ---------------------------------------------------------- |
|                                                            | Coureur                                                    | Pays                                                       | Équipe                                                     | Point(s)                                                   |
| 1er                                                        | Marc Soler                                                 | Espagne                                                    | UAE Emirates                                               | 3                                                          |
| 2e                                                         | Einer Rubio                                                | Colombie                                                   | Movistar                                                   | 2                                                          |
| 3e                                                         | Jesús Herrada                                              | Espagne                                                    | Cofidis                                                    | 1                                                          |
| modifier                                                   |                                                            |                                                            |                                                            |                                                            |

| \| Pico del Buitre (km 183,1) 1re catégorie (10,9 km à 8%) \| Pico del Buitre (km 183,1) 1re catégorie (10,9 km à 8%) \| Pico del Buitre (km 183,1) 1re catégorie (10,9 km à 8%) \| Pico del Buitre (km 183,1) 1re catégorie (10,9 km à 8%) \| Pico del Buitre (km 183,1) 1re catégorie (10,9 km à 8%) \| \| ------------------------------------------------------- \| ------------------------------------------------------- \| ------------------------------------------------------- \| ------------------------------------------------------- \| ------------------------------------------------------- \| \| \| Coureur \| Pays \| Équipe \| Point(s) \| \| 1er \| Sepp Kuss \| États-Unis \| Jumbo-Visma \| 10 \| \| 2e \| Lenny Martinez \| France \| Groupama-FDJ \| 6 \| \| 3e \| Romain Bardet \| France \| DSM-Firmenich \| 4 \| \| 4e \| Mikel Landa \| Espagne \| Bahrain Victorious \| 2 \| \| 5e \| Marc Soler \| Espagne \| UAE Emirates \| 1 \| \| modifier \| \| \| \| \| |                |            |                    |          |
| Pico del Buitre (km 183,1) 1re catégorie (10,9 km à 8%) |                |            |                    |          |
| | Coureur        | Pays       | Équipe             | Point(s) |
| 1er | Sepp Kuss      | États-Unis | Jumbo-Visma        | 10       |
| 2e | Lenny Martinez | France     | Groupama-FDJ       | 6        |
| 3e | Romain Bardet  | France     | DSM-Firmenich      | 4        |
| 4e | Mikel Landa    | Espagne    | Bahrain Victorious | 2        |
| 5e | Marc Soler     | Espagne    | UAE Emirates       | 1        |
| modifier |                |            |                    |          |

### Bonifications
|   | Coureur      | Pays     | Équipe       | Secondes |
| - | ------------ | -------- | ------------ | -------- |
| 1 | Marc Soler   | Espagne  | UAE Emirates | 6 s      |
| 2 | Oier Lazkano | Espagne  | Movistar     | 4 s      |
| 3 | Andreas Kron | Danemark | Lotto Dstny  | 2 s      |

|   | Coureur        | Pays       | Équipe        | Secondes |
| - | -------------- | ---------- | ------------- | -------- |
| 1 | Sepp Kuss      | États-Unis | Jumbo-Visma   | 10 s     |
| 2 | Lenny Martinez | France     | Groupama-FDJ  | 6 s      |
| 3 | Romain Bardet  | France     | DSM-Firmenich | 4 s      |

### Prix de la combativité
- Mikel Landa (Bahrain Victorious)

## Classements à l'issue de l'étape

### Classement général
| \| Classement général \| Classement général \| Classement général \| Classement général \| Classement général \| \| Coureur \| Coureur \| Pays \| Équipe \| Temps \| \| ------------------ \| ------------------ \| ------------------ \| ---------------------- \| ------------------ \| \| 1er \| Lenny Martinez \| France \| Groupama-FDJ \| 21 h 40 min 35 s \| \| 2e \| Sepp Kuss \| États-Unis \| Jumbo-Visma \| + 8 s \| \| 3e \| Marc Soler \| Espagne \| UAE Team Emirates \| + 51 s \| \| 4e \| Wout Poels \| Pays-Bas \| Bahrain Victorious \| + 1 min 41 s \| \| 5e \| Steff Cras \| Belgique \| TotalEnergies \| + 1 min 48 s \| \| 6e \| Mikel Landa \| Espagne \| Bahrain Victorious \| + 1 min 58 s \| \| 7e \| Jefferson Cepeda \| Équateur \| Caja Rural-Seguros RGA \| + 2 min 06 s \| \| 8e \| David de la Cruz \| Espagne \| Astana Qazaqstan Team \| + 2 min 23 s \| \| 9e \| Remco Evenepoel \| Belgique \| Soudal Quick-Step \| + 2 min 47 s \| \| 10e \| Enric Mas \| Espagne \| Movistar Team \| + 2 min 50 s \| |                  |            |                        |                  |
| |                  |            |                        |                  |
| Source : ProCyclingStats |                  |            |                        |                  |
| Classement général |                  |            |                        |                  |
| Coureur | Coureur          | Pays       | Équipe                 | Temps            |
| 1er | Lenny Martinez   | France     | Groupama-FDJ           | 21 h 40 min 35 s |
| 2e | Sepp Kuss        | États-Unis | Jumbo-Visma            | + 8 s            |
| 3e | Marc Soler       | Espagne    | UAE Team Emirates      | + 51 s           |
| 4e | Wout Poels       | Pays-Bas   | Bahrain Victorious     | + 1 min 41 s     |
| 5e | Steff Cras       | Belgique   | TotalEnergies          | + 1 min 48 s     |
| 6e | Mikel Landa      | Espagne    | Bahrain Victorious     | + 1 min 58 s     |
| 7e | Jefferson Cepeda | Équateur   | Caja Rural-Seguros RGA | + 2 min 06 s     |
| 8e | David de la Cruz | Espagne    | Astana Qazaqstan Team  | + 2 min 23 s     |
| 9e | Remco Evenepoel  | Belgique   | Soudal Quick-Step      | + 2 min 47 s     |
| 10e | Enric Mas        | Espagne    | Movistar Team          | + 2 min 50 s     |

| Classement par points | Classement par points | Classement par points | Classement par points | Classement par points |
| Coureur               | Coureur               | Pays                  | Équipe                | Points                |
| --------------------- | --------------------- | --------------------- | --------------------- | --------------------- |
| 1er                   | Kaden Groves          | Australie             | Alpecin-Deceuninck    | 122 pts               |
| 2e                    | Andrea Vendrame       | Italie                | AG2R Citroën Team     | 62 pts                |
| 3e                    | Marc Soler            | Espagne               | UAE Team Emirates     | 52 pts                |
| 4e                    | Remco Evenepoel       | Belgique              | Soudal Quick-Step     | 45 pts                |
| 5e                    | Andreas Kron          | Danemark              | Lotto Dstny           | 45 pts                |
| 6e                    | Dries Van Gestel      | Belgique              | TotalEnergies         | 38 pts                |
| 7e                    | Lenny Martinez        | France                | Groupama-FDJ          | 36 pts                |
| 8e                    | Sepp Kuss             | États-Unis            | Jumbo-Visma           | 35 pts                |
| 9e                    | Edward Theuns         | Belgique              | Lidl-Trek             | 35 pts                |
| 10e                   | Sebastián Molano      | Colombie              | UAE Team Emirates     | 30 pts                |

| Classement par points | Classement par points | Classement par points | Classement par points | Classement par points |
| Coureur               | Coureur               | Pays                  | Équipe                | Points                |
| --------------------- | --------------------- | --------------------- | --------------------- | --------------------- |
| 1er                   | Kaden Groves          | Australie             | Alpecin-Deceuninck    | 122 pts               |
| 2e                    | Andrea Vendrame       | Italie                | AG2R Citroën Team     | 62 pts                |
| 3e                    | Marc Soler            | Espagne               | UAE Team Emirates     | 52 pts                |
| 4e                    | Remco Evenepoel       | Belgique              | Soudal Quick-Step     | 45 pts                |
| 5e                    | Andreas Kron          | Danemark              | Lotto Dstny           | 45 pts                |
| 6e                    | Dries Van Gestel      | Belgique              | TotalEnergies         | 38 pts                |
| 7e                    | Lenny Martinez        | France                | Groupama-FDJ          | 36 pts                |
| 8e                    | Sepp Kuss             | États-Unis            | Jumbo-Visma           | 35 pts                |
| 9e                    | Edward Theuns         | Belgique              | Lidl-Trek             | 35 pts                |
| 10e                   | Sebastián Molano      | Colombie              | UAE Team Emirates     | 30 pts                |

| Classement de la montagne | Classement de la montagne | Classement de la montagne | Classement de la montagne | Classement de la montagne |
| Coureur                   | Coureur                   | Pays                      | Équipe                    | Points                    |
| ------------------------- | ------------------------- | ------------------------- | ------------------------- | ------------------------- |
| 1er                       | Eduardo Sepúlveda         | Argentine                 | Lotto Dstny               | 21 pts                    |
| 2e                        | Sepp Kuss                 | États-Unis                | Jumbo-Visma               | 10 pts                    |
| 3e                        | Remco Evenepoel           | Belgique                  | Soudal Quick-Step         | 10 pts                    |
| 4e                        | Matteo Sobrero            | Italie                    | Team Jayco AlUla          | 6 pts                     |
| 5e                        | Javier Romo               | Espagne                   | Astana Qazaqstan Team     | 6 pts                     |
| 6e                        | Lenny Martinez            | France                    | Groupama-FDJ              | 6 pts                     |
| 7e                        | Jonas Vingegaard          | Danemark                  | Jumbo-Visma               | 6 pts                     |
| 8e                        | Damiano Caruso            | Italie                    | Bahrain Victorious        | 6 pts                     |
| 9e                        | Marc Soler                | Espagne                   | UAE Team Emirates         | 5 pts                     |
| 10e                       | Jesús Herrada             | Espagne                   | Cofidis                   | 4 pts                     |

| Classement de la montagne | Classement de la montagne | Classement de la montagne | Classement de la montagne | Classement de la montagne |
| Coureur                   | Coureur                   | Pays                      | Équipe                    | Points                    |
| ------------------------- | ------------------------- | ------------------------- | ------------------------- | ------------------------- |
| 1er                       | Eduardo Sepúlveda         | Argentine                 | Lotto Dstny               | 21 pts                    |
| 2e                        | Sepp Kuss                 | États-Unis                | Jumbo-Visma               | 10 pts                    |
| 3e                        | Remco Evenepoel           | Belgique                  | Soudal Quick-Step         | 10 pts                    |
| 4e                        | Matteo Sobrero            | Italie                    | Team Jayco AlUla          | 6 pts                     |
| 5e                        | Javier Romo               | Espagne                   | Astana Qazaqstan Team     | 6 pts                     |
| 6e                        | Lenny Martinez            | France                    | Groupama-FDJ              | 6 pts                     |
| 7e                        | Jonas Vingegaard          | Danemark                  | Jumbo-Visma               | 6 pts                     |
| 8e                        | Damiano Caruso            | Italie                    | Bahrain Victorious        | 6 pts                     |
| 9e                        | Marc Soler                | Espagne                   | UAE Team Emirates         | 5 pts                     |
| 10e                       | Jesús Herrada             | Espagne                   | Cofidis                   | 4 pts                     |

| Classement du meilleur jeune | Classement du meilleur jeune | Classement du meilleur jeune | Classement du meilleur jeune | Classement du meilleur jeune |
| Coureur                      | Coureur                      | Pays                         | Équipe                       | Temps                        |
| ---------------------------- | ---------------------------- | ---------------------------- | ---------------------------- | ---------------------------- |
| 1er                          | Lenny Martinez               | France                       | Groupama-FDJ                 | 21 h 40 min 35 s             |
| 2e                           | Remco Evenepoel              | Belgique                     | Soudal Quick-Step            | + 2 min 47 s                 |
| 3e                           | Juan Ayuso                   | Espagne                      | UAE Team Emirates            | + 3 min 06 s                 |
| 4e                           | Cian Uijtdebroeks            | Belgique                     | Bora-Hansgrohe               | + 3 min 08 s                 |
| 5e                           | João Almeida                 | Portugal                     | UAE Team Emirates            | + 3 min 17 s                 |
| 6e                           | Einer Rubio                  | Colombie                     | Movistar Team                | + 3 min 22 s                 |
| 7e                           | Santiago Buitrago            | Colombie                     | Bahrain Victorious           | + 3 min 58 s                 |
| 8e                           | Thymen Arensman              | Pays-Bas                     | Ineos Grenadiers             | + 5 min 10 s                 |
| 9e                           | Attila Valter                | Hongrie                      | Jumbo-Visma                  | + 6 min 24 s                 |
| 10e                          | Sean Quinn                   | États-Unis                   | EF Education-EasyPost        | + 9 min 58 s                 |

| Classement du meilleur jeune | Classement du meilleur jeune | Classement du meilleur jeune | Classement du meilleur jeune | Classement du meilleur jeune |
| Coureur                      | Coureur                      | Pays                         | Équipe                       | Temps                        |
| ---------------------------- | ---------------------------- | ---------------------------- | ---------------------------- | ---------------------------- |
| 1er                          | Lenny Martinez               | France                       | Groupama-FDJ                 | 21 h 40 min 35 s             |
| 2e                           | Remco Evenepoel              | Belgique                     | Soudal Quick-Step            | + 2 min 47 s                 |
| 3e                           | Juan Ayuso                   | Espagne                      | UAE Team Emirates            | + 3 min 06 s                 |
| 4e                           | Cian Uijtdebroeks            | Belgique                     | Bora-Hansgrohe               | + 3 min 08 s                 |
| 5e                           | João Almeida                 | Portugal                     | UAE Team Emirates            | + 3 min 17 s                 |
| 6e                           | Einer Rubio                  | Colombie                     | Movistar Team                | + 3 min 22 s                 |
| 7e                           | Santiago Buitrago            | Colombie                     | Bahrain Victorious           | + 3 min 58 s                 |
| 8e                           | Thymen Arensman              | Pays-Bas                     | Ineos Grenadiers             | + 5 min 10 s                 |
| 9e                           | Attila Valter                | Hongrie                      | Jumbo-Visma                  | + 6 min 24 s                 |
| 10e                          | Sean Quinn                   | États-Unis                   | EF Education-EasyPost        | + 9 min 58 s                 |

| Classement par équipes | Classement par équipes | Classement par équipes | Classement par équipes |
| Équipe                 | Équipe                 | Pays                   | Temps                  |
| ---------------------- | ---------------------- | ---------------------- | ---------------------- |
| 1re                    | Bahrain Victorious     | Bahreïn                | 64 h 31 min 40 s       |
| 2e                     | Jumbo-Visma            | Pays-Bas               | + 3 s                  |
| 3e                     | UAE Team Emirates      | Émirats arabes unis    | + 1 min 15 s           |
| 4e                     | Bora-Hansgrohe         | Allemagne              | + 4 min 04 s           |
| 5e                     | Ineos Grenadiers       | Royaume-Uni            | + 8 min 53 s           |
| 6e                     | Movistar Team          | Espagne                | + 15 min 35 s          |
| 7e                     | Soudal Quick-Step      | Belgique               | + 23 min 34 s          |
| 8e                     | Caja Rural-Seguros RGA | Espagne                | + 25 min 47 s          |
| 9e                     | EF Education-EasyPost  | États-Unis             | + 26 min 22 s          |
| 10e                    | Groupama-FDJ           | France                 | + 31 min 30 s          |

| Classement par équipes | Classement par équipes | Classement par équipes | Classement par équipes |
| Équipe                 | Équipe                 | Pays                   | Temps                  |
| ---------------------- | ---------------------- | ---------------------- | ---------------------- |
| 1re                    | Bahrain Victorious     | Bahreïn                | 64 h 31 min 40 s       |
| 2e                     | Jumbo-Visma            | Pays-Bas               | + 3 s                  |
| 3e                     | UAE Team Emirates      | Émirats arabes unis    | + 1 min 15 s           |
| 4e                     | Bora-Hansgrohe         | Allemagne              | + 4 min 04 s           |
| 5e                     | Ineos Grenadiers       | Royaume-Uni            | + 8 min 53 s           |
| 6e                     | Movistar Team          | Espagne                | + 15 min 35 s          |
| 7e                     | Soudal Quick-Step      | Belgique               | + 23 min 34 s          |
| 8e                     | Caja Rural-Seguros RGA | Espagne                | + 25 min 47 s          |
| 9e                     | EF Education-EasyPost  | États-Unis             | + 26 min 22 s          |
| 10e                    | Groupama-FDJ           | France                 | + 31 min 30 s          |

## Abandons
- Andrea Bagioli (Soudal Quick-Step) : abandon,
- Jay Vine (UAE Emirates) : abandon,
- Michael Hepburn (Jayco AlUla) : abandon,
- Lorenzo Milesi (DSM-Firmenich) : abandon.